# Razbojna (obwód Burgas)
Razbojna (bułg. Разбойна) – wieś w Bułgarii, w obwodzie Burgas, w gminie Ruen. W 2023 roku liczyła 872 mieszkańców.